# Arteria laberíntica
La arteria laberíntica, arteria del laberinto o arteria auditiva interna es una arteria que se origina, comúnmente, como una rama colateral de la arteria cerebelosa anterior inferior o, más raramente, del tronco basilar.

## Ramas
Presenta dos ramas, coclear y vestibular.

## Distribución
Se distribuye a través del conducto auditivo interno hacia el oído interno.